# Datu Anggal Midtimbang
Datu Anggal Midtimbang è una municipalità delle Filippine, situata nella Provincia di Maguindanao, nella Regione Autonoma nel Mindanao Musulmano.
La municipalità è stata creata con l'atto regionale N. 206 ratificato il 30 dicembre 2006, con 3 baranggay della municipalità di Talayan e 4 della municipalità di Talitay.
Datu Anggal Midtimbang è formata da 7 baranggay:
- Adaon
- Brar
- Mapayag
- Midtimbang (Pob.)
- Nunangan (Nunangen)
- Tugal
- Tulunan